# Дакар (серия)
Се́рия «Дака́р» (англ. Dakar Series) — совокупность ежегодных внедорожных моторных гонок (главным образом — ралли-рейдов), организатором которых выступает «Спортивная организация Амори́» (англ. Amaury Sport Organisation (ASO)). Год создания — 2008.
Серия «Дакар» не является чемпионатом — каждое соревнование, проводимое в рамках серии, является самостоятельной законченной гонкой. Результаты, показанные спортсменами в одной гонке серии «Дакар», никак не влияют на их положение в других гонках данной серии.
С 2009 по 2011 год серия «Дакар» включала в себя ралли «Шёлковый путь». В 2012 году ASO официально сообщила о прекращении сотрудничества со своим российским партнером — командой «КАМАЗ-мастер», являющейся одним из соучредителей этого ралли. Итогом этого явилось лишение ралли «Шёлковый путь» статуса соревнования, проводимого в рамках серии «Дакар».